# Pré-Saint-Didier
Pré-Saint-Didier är en ort och kommun i regionen Aostadalen i nordvästra Italien. Kommunen hade 1 025 invånare (2017) och har italienska och franska som officiella språk.